# Belenois margaritacea
Belenois margaritacea is een vlindersoort uit de familie van de Pieridae (witjes), onderfamilie Pierinae.
Belenois margaritacea werd in 1891 beschreven door Sharpe.